# Chris Andersen
Christopher Claus „Chris“ Andersen (* 7. Juli 1978 in Long Beach, Kalifornien), auch bekannt unter seinem Spitznamen Birdman, ist ein ehemaliger US-amerikanischer Basketballspieler, der von 2001 bis 2017 in der NBA aktiv war. Zuletzt stand er bei den Cleveland Cavaliers unter Vertrag.

## Jugend und College
Chris Andersen wurde am 7. Juli 1978 in Long Beach geboren, wuchs jedoch in Iola, einer Kleinstadt in Texas, auf. Er stammt aus armen Verhältnissen und musste einen Teil seiner Jugend in einer Wohngruppe verbringen. An der Highschool wurde Andersen in das Basketball-Team aufgenommen, woraufhin er sich komplett diesem Sport widmete in der Hoffnung, durch ansprechende Leistungen ein College-Stipendium zu bekommen.
Nach der Highschool wurde er vom Blinn College in Brenham aufgenommen, wo er ansprechende Leistungen für die Blinn Buccaneers zeigen konnte. Nach nur einem Jahr bewarb sich Andersen für den NBA-Draft.

## Karriere

### Frühe Karriere in China und unterklassigen US-Ligen (1999–2001)
Im NBA-Draft 1999 wurde Andersen nicht gezogen. Allerdings nahm er ein Angebot aus China an und spielte nun für Jiangsu Nangang. Dort spielte er eine Saison lang, bis er in die USA zurückkehrte, um für New Mexico Slam zu spielen, die er jedoch nach nur zehn Spielen wieder verließ, um für die Fargo Moorhead Beez zu spielen. Auch hier hielt es Andersen nicht lang, und er kam schließlich in die NBA Development League, wo er ab Juli 2001 für die Fayetteville Patriots agierte. Doch auch dort sollte es Andersen nur kurz halten...

### NBA-Karriere
„... denn seine Leistungen bei dem damaligen Farmteam der New York Knicks waren so stark, dass er schließlich im Laufe der Saison 2001/02 von den Denver Nuggets unter Vertrag genommen wurde. Damit schrieb Andersen Geschichte: Er wurde zum ersten Profi der NBA-Historie, der sich als ungedrafteter Spieler über die Amateurligen bis in die NBA hocharbeiten konnte“ (aus Chris Andersens Biographie).
In Denver spielte Andersen vier Jahre lang regelmäßig von der Bank, ehe er 2004 zu den New Orleans Hornets wechselte. Andersen spielte zwei Jahre für die Hornets, die aufgrund der durch Hurrikan Katrina in New Orleans verursachten Schäden ab 2005 vorübergehend in Oklahoma City spielten.
Am 25. Januar 2006 gab die NBA bekannt, Chris Andersen mit sofortiger Wirkung zu suspendieren, da bei ihm längerer und intensiver Drogenkonsum nachgewiesen worden war. Sowohl die NBA, als auch Andersen verzichteten auf eine Bekanntgabe der Substanz; allerdings wurde Andersen für zwei Jahre gesperrt. Am 4. März 2008 wurde Andersen von der NBA begnadigt und unterschrieb einen neuen Vertrag bei den Hornets. Ab Sommer 2008 spielte er dann vier Jahre lang bis 2012 wieder für die Denver Nuggets. An der Seite von Spielern wie Chauncey Billups, Carmelo Anthony oder J.R. Smith, einem alten Kollegen aus New Orleans, gelang es Andersen und den Nuggets in jeder Saison die Playoffs zu erreichen.
Im Januar 2013, nachdem er ein halbes Jahr lang Free Agent war, unterschrieb Andersen einen Vertrag bis Saisonende bei den Miami Heat. Er etablierte sich schnell als Einwechselspieler und hatte mit starken Leistungen in den Playoffs großen Anteil am Gewinn der Meisterschaft. Im Sommer 2013 unterschrieb Andersen einen neuen Einjahresvertrag in Miami. Und obwohl er sich in der nachfolgenden Saison in den NBA Finals gegen die San Antonio Spurs hatte geschlagen geben müssen, ging er, da mittlerweile auch zu einem Publikumsliebling avanciert, im Sommer 2014 einen weiteren Einjahresvertrag bei denHeat ein. In der Saison 2014/15, dem ersten Jahr seit dem Weggang von Ausnahmespieler LeBron James spielten die Heat eine durchschnittliche Saison und verpassten am Ende die Playoffs. Andersen stand 20 mal in der Startaufstellung, häufiger als in seiner ganzen NBA-Karriere zuvor.
Während der NBA-Saison 2015/16 wurde Andersen zu den Memphis Grizzlies getradet. Dort kam er als Ersatz für den verletzten Marc Gasol in der Startaufstellung zum Einsatz. Die Grizzlies, die aufgrund ihrer starken Defensive und harten Spielern wie Zach Randolph, Lance Stephenson, Mike Conley, Matt Barnes und nicht zuletzt Andersen selbst mit den „Detroit Bad Boys“ der 1980er verglichen wurden, erreichten die erste Playoff-Runde, wo man in vier Spielen San Antonio unterlag.
Am 22. Juli 2016 unterzeichnete Chris Andersen einen Vertrag mit den Cleveland Cavaliers und wurde somit erneut Teamkollege von LeBron James. Nach der Saison 2016/17 lief sein Vertrag bei den Cavaliers aus, sodass Andersen zurzeit vereinslos ist.

## Sonstiges
Andersen ist für seine großflächigen und farbenfrohen Tattoos an Armen, Beinen, Brust, Hals, Rücken und Ohren bekannt. Laut eigener Aussage sind 75 Prozent seines Körpers tätowiert.

In Anspielung auf seinen Spitznamen „Birdman“, den er aufgrund seiner Armspannweite und seiner Sprungkraft erhielt, schwingt Andersen öfters nach starken Aktionen seinerseits seine Arme wie ein Vogel seine Flügel. Dies wird von seinen Fans oft imitiert.